# Heinrich Kramer
Heinrich Kramer OP (znany również pod zlatynizowaną wersją nazwiska jako Henricus Institor lub Heinrich Institor; ur. ok. 1430 w Schlettstadt, ob. Sélestat koło Strasburga, zm. 1505 w Kromieryżu) – niemiecki duchowny katolicki, dominikanin i inkwizytor, autor dzieła Malleus Maleficarum (być może we współpracy z Jakobem Sprengerem), słynnego w całej Europie podręcznika dla łowców czarownic.

## Życiorys

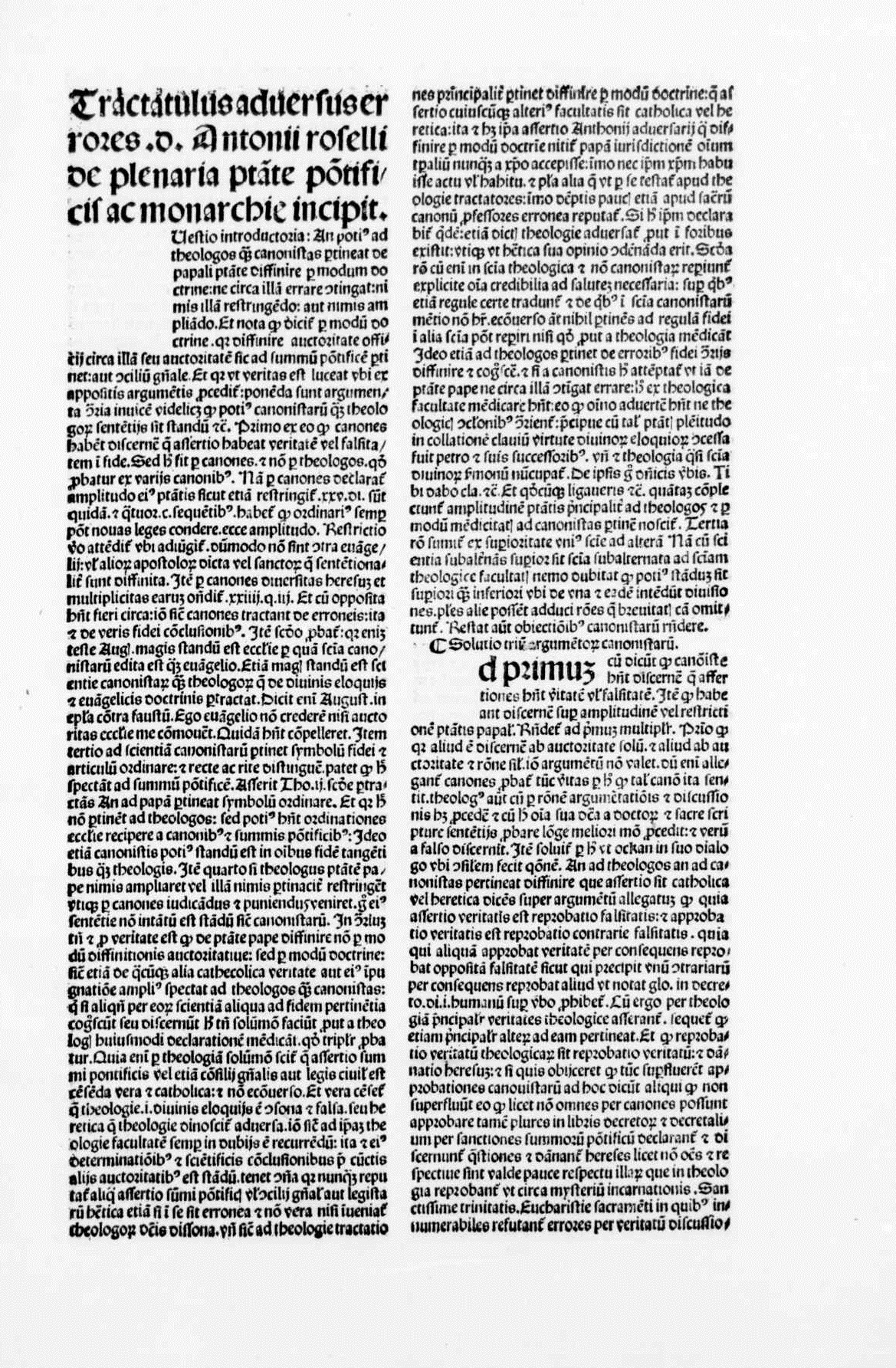
Opusculum in errores Monarchiae Antonii de Rosellis, 1499

Urodził się w Schlettstadt, obecnie Sélestat w Alzacji. W wieku około 15 lat wstąpił do zakonu dominikanów w swym rodzinnym mieście, ale edukację kontynuował w konwencie w Strasburgu. W tym mieście przyjął święcenia kapłańskie i w 1458 był obecny przy spaleniu na stosie husyckiego misjonarza Fryderyka Reisera. Pod koniec lat 60. XV wieku przebywał w Czechach, gdzie głosił kazania przeciwko husytom. W 1474 uczestniczył w kapitule generalnej zakonu dominikanów w Rzymie, na którą przybył, by odpowiedzieć na zarzuty o obrazę cesarza Fryderyka III w swych kazaniach. Najwyraźniej zyskał poparcie najwyższych władz zakonnych, gdyż nie tylko uniknął kary, ale na dodatek otrzymał tytuł magistra teologii oraz Kaznodziei Generalnego (Praedicator Generalis).
W 1475 poświadczony jest jego udział w procesie przeciwko Żydom w Trydencie, którzy mieli dopuścić się mordu rytualnego. 13 marca 1479 papież Sykstus IV mianował go inkwizytorem okręgu Górnych Niemiec. W grudniu tego samego roku otrzymał od generała zakonu Leonarda Mansuetiego tytuł doktora teologii. W 1480 wytoczył proces o herezję kanonikowi oraz „begince” z Augsburga, jednak nie udało mu się udowodnić im winy. W latach 1481–1483 sprawował funkcję przeora Schlettstadt. W tym też czasie zaangażował się w działalność polemiczną przeciwko koncyliarystom, co zostało zauważone i docenione w Rzymie.
Kramer był wielkim zwolennikom teorii realności czarów i istnienia sekty czarownic. Wedle własnych słów jako inkwizytor do roku 1486 skazał na śmierć 48 domniemanych czarownic w Ravensburgu i kilku innych miejscowościach w diecezji Konstancja. Wobec oporu lokalnych władz świeckich i kościelnych wobec wszczynanych przez Kramera procesów 5 grudnia 1484 papież Innocenty VIII wydał bullę Summis desiderantes affectibus, potwierdzającą jego uprawnienia inkwizytorskie na terenie kilku niemieckich prowincji. Bulla dotyczyła także inkwizytora Jakoba Sprengera z Kolonii. Wykorzystując upoważnienie zawarte w papieskiej bulli Kramer wzmógł swoją działalność wymierzoną przeciwko rzekomym czarownicom, co doprowadziło go do konfliktu z biskupem diecezji Brixen, Georgiem Golserem. Konsekwencją tego wyroku był nakaz opuszczenia miasta wydany Kramerowi przez biskupa. Właśnie to zdarzenie popchnęło inkwizytora do stworzenia teoretycznej podbudowy swoich działań. W 1486 stworzył traktat o czarownictwie, który został włączony do Malleus Maleficarum (Młot na czarownice) – wydanej w 1487 księgi, która uczyniła go sławnym. Jako współautora dzieła podano inkwizytora Jakoba Sprengera, jednak jego udział w powstaniu dzieła jest obecnie podważany przez część historyków.
Kramer był najbardziej doświadczonym inkwizytorem w Niemczech w swoim czasie oraz, według Broedela, cieszył się wysoką estymą w Rzymie. Również Mackay zauważa, że napisał on wiele dzieł oraz był szanowaną postacią, chociaż wiadomo, że był skandalistą. Istotnie, w swoim własnym zakonie budził spore kontrowersje. W 1482 został oskarżony o defraudację funduszy zbieranych na wojnę z Turkami. Najprawdopodobniej nic mu nie udowodniono, gdyż w źródłach brak informacji o jakiejkolwiek karze, niemniej po tej dacie władze kościelne nie powierzały mu już zadań związanych ze zbieraniem lub zarządzaniem środkami finansowymi. W 1490 Kramer miał już mniej szczęścia i jego zakon potępił go za jakieś bliżej niesprecyzowane występki, które wywołały wielki skandal w prowincji Teutonia. Wiadomo, że inicjatorem potępienia był jego domniemany współpracownik Jakob Sprenger. Po roku 1490 władze prowincji Teutonia najwyraźniej nie uznawały jego uprawnień inkwizytorskich; w okręgach będących dotąd pod jego jurysdykcją mianowały nowych inkwizytorów, a na przełomie 1493/94 wprost zażądały od niego zaprzestania działalności inkwizycyjnej i kaznodziejskiej w archidiecezji salzburskiej. W 1493 wybuchł kolejny skandal z jego udziałem, dotyczący nieuprawnionego posiadania beneficjów. Dopiero po śmierci Sprengera w 1495 doszło do jego częściowej rehabilitacji, choć najwyraźniej związanej z opuszczeniem przez niego prowincji Teutonia. W 1496 został wezwany do głoszenia kazań w Wenecji, które cieszyły się wielką popularnością. W 1497 ponownie tytułował się jako inkwizytor Niemiec, powołując się na bullę Summis desiderantes.
W 1500 został mianowany nuncjuszem papieskim i inkwizytorem na Morawach, gdzie miał działać przeciw sektom waldensów i pikardów (czyli braciom czeskim). Zmarł w 1505 w Kromieryżu.
Jak twierdził sam Kramer, w latach 1481–1491 skazał na śmierć około 200 czarownic. Swoich przeciwników, którzy kwestionowali istnienie czarownic, oskarżał o herezję.

## Relacje z władzami zakonnymi i kościelnymi
Kramer otrzymał imienne wsparcie od trzech kolejnych papieży. Byli to Sykstus IV, Innocenty VIII oraz Aleksander VI:
- Sykstus IV w 1478 powołał Kramera na inkwizytora. Wraz z Jakobem Sprengerem, jako współpracownikiem, Sysktus IV ponownie powołał go na inkwizytora w 1482, a w liście potwierdzającym jego pozycję inkwizytorską nie szczędził mu słów uznania, pochwalając go jako słynącego z "gorliwości religijnej, znajomości piśmiennictwa, prawości życia, stałości wiary, oraz innych godnych cnót i zasług"[4][10].
- Innocenty VIII wydał w 1484 roku, na dostarczony osobiście przez Kramera wniosek, słynną papieską bullę Summis desiderantes affectibus, która ponawiała i wzmacniała uprawnienia Kramera i Sprengera do wytępienia czarownic w Niemczech oraz gwarantowała im nietykalność, którą miał zapewnić biskup Strasburga Albrecht von Pfalz-Mosbach[11][12].
- Aleksander VI w 1500 roku nie tylko ustanowił Kramera inkwizytorem odpowiedzialnym za ściganie Braci Czeskich (których Kramer nazywał Waldensami), ale również upoważnił go do prowadzenia postępowań przeciwko czarownicom, które rzekomo miały być aktywne w Czechach i na Morawach[13]. Jako nuncjusz papieski i inkwizytor służył do swojej śmierci około 1505 roku[14].

## Ważniejsze prace
- Młot na czarownice (lat. Malleus Maleficarum), Kolonia, 1487 — traktat ten był bestsellerem[15] przez prawie 200 lat[16]
- Kilka rozpraw i kazań o misterium Najświętszego Sakramentu Eucharystii, Norymberga, 1496
- Traktat o błędach Mistrza Antonia degli Roselli, Wenecja, 1499
- Tarcza obronna Świętego Kościoła Rzymskiego przeciw Waldensom i Pikardom (lat. Sanctae Romanae ecclesiae fidei recensionis clippeum adversus Waldensium heresim), 1502